# Jean-Pierre Gorin
Pour les articles homonymes, voir Gorin.
Jean-Pierre Gorin, né le 17 avril 1943 à Paris, est un réalisateur de cinéma français. Il est connu pour son travail avec Jean-Luc Godard au sein du Groupe Dziga Vertov. 

## Biographie
Fils d'un célèbre pédiatre, Jean-Pierre Gorin a étudié en khâgne avec plusieurs maoïstes qui ont ensuite intégré l'École Normale supérieure rue d'Ulm : Robert Linhart, Étienne Balibar, Alain Badiou, Dominique Lecourt, Pierre Macherey, Benny Lévy ou Jacques Rancière. Il fonde avec eux la revue des Cahiers marxistes-léninistes alors qu'ils sont influencés par la pensée de Louis Althusser, Michel Foucault et Jacques Lacan,. Entre 1965 et 1968, il travaille au journal Le Monde, plus particulièrement à la création du supplément littéraire Le Monde des Livres.  
Début 1967, alors qu'il se rend à un dîner organisé par l'ancien responsable du Parti communiste français Jean Baby et Georges Sadoul, il rencontre Jean-Luc Godard qui allait tourner La Chinoise. À propos de ce dîner, Gorin déclare : « Le plus frappant est que Jean Baby, en vieux stalinien, s'adressait à Jean-Luc comme s'il allait tourner un film à la gloire des jeunes révolutionnaires, comme si c'était Eisenstein. Moi, je trouvais ça farcesque comme sujet, et je préférais lui parler de cinéma, de politique, d'un vrai cinéma politique. À la fin du dîner, il m'a dit : “Faudrait qu'on se revoie…” C'est comme ça qu'on a commencé à se fréquenter. » Il devient dès lors, selon l'expression d'Antoine de Baecque, la conscience de Godard, sa boussole politique : « J'étais exclusivement centré sur lui. Je me coltinais quelqu'un qui avait concentré en lui-même la mystique de l'auteur. Et je tenais sur cela un discours cinéphile critique tout en connaissant parfaitement ses films. »
Il travaille ensuite avec Godard pour le Groupe Dziga Vertov. Il collabore au montage du Vent d'est, même si sa relation avec Anne Wiazemsky, compagne de Godard à l'époque, était difficile.
À l'automne 1972, il ambitionne de tourner son propre film, L’Ailleurs immédiat. Le film reste inachevé ; c'est à ce moment-là que Godard et Gorin se brouillent définitivement,.
Gorin quitte la France en 1975 pour aller enseigner à l'université de Californie à San Diego sur l'invitation du peintre Manny Farber,. Par la suite, Gorin est resté à la faculté des arts visuels, où il a enseigné l'histoire du cinéma et la critique cinématographique. Il a continué à réaliser des films, notamment une « tétralogie sud-californienne » de films d'arts et d'essai : Poto et Cabengo (1978), Routine Pleasures (1986), My Crasy Life (1991) et Letter to Peter (1992). Gorin décrit le concept de Poto et Cabengo, qui met en scène deux jumelles ayant inventé leur propre langue, en 1988 :
« The film is about an unstructured discourse—the language of the twins—surrounded by structured discourses—the discourse of the family, the discourse of the media, the discourse of therapy, the discourse of documentary filmmaking.... [The twins' language] erupts as a subversive act which has not been authorized by any social or ideological establishment. In a sense its special threat is that its "unauthorized" nature relativizes the arbitrary nature of those institutionalized discourses. The singsong of the twins reveals the shaky grounds of institutional power. It relativizes discursive authority from the family to the scientific community in their competitive and ineffectual attempts to "define" the twins who spontaneously flit about the screen exceeding any definition »
— Jean-Pierre Gorin

« Le film traite d'un discours non structuré - le langage des jumelles - entouré de discours structurés - le discours de la famille, le discours des médias, le discours de la thérapie, le discours de la réalisation de films documentaires.... [Le langage des jumelles] apparaît comme un acte subversif qui bouleverse l'ordre établi, que ce soit sur le plan social ou idéologique. En un sens, sa force perturbatrice réside dans le fait que sa nature « défendue » relativise la nature arbitraire de ces discours institutionnalisés. La langue des jumelles révèle les fondements fragiles du pouvoir institutionnel. Il relativise l'autorité discursive de la famille à la communauté scientifique dans leurs tentatives compétitives et inefficaces de « définir » les jumelles qui virevolte dans l'écran en dépassant toute définition »
En 2004, le festival International du film Entrevues à Belfort lui consacre une rétrospective.

## Filmographie

### Groupe Dziga Vertov
- 1969 : Le Vent d'est
- 1969 : Luttes en Italie (Lotte in Italia)
- 1971 : Vladimir et Rosa (Wladimir und Rosa)
- 1972 : Lettre à Jane (Letter to Jane)
- 1976 : Ici et ailleurs
- 1976 : Tout va bien

### Sous son nom
- 1972 : L’Ailleurs immédiat (inachevé)
- 1978 : Poto et Cabengo
- 1986 : Routine Pleasures
- 1991 : My Crazy Life
- 1992 : Letter to Peter
- 1992 : Saint François d'Assise